# Yoficator

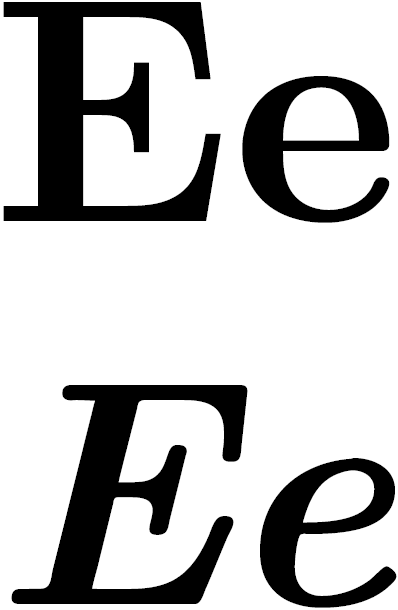
La letra rusa “e”, que fonéticamente corresponde al sonido AFI /je/ (pronunciado /ié/).

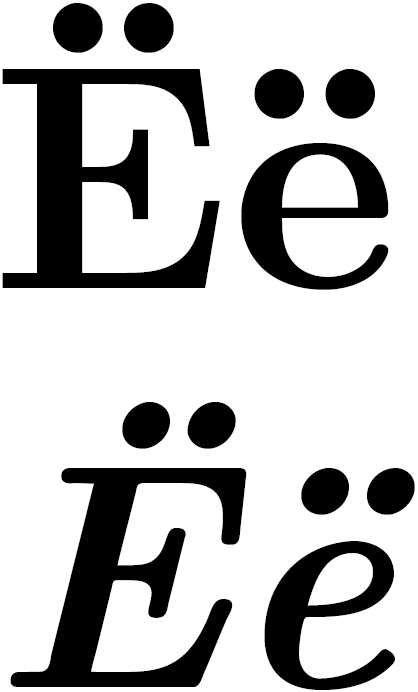
El carácter ruso “ë”, el cual en realidad corresponde al sonido /jo/ (/ió/).

Yoficator (ruso: Ёфикатор) es un programa de computación (software) o una extensión para un procesador de textos que restablece o intenta restablecer el carácter ruso “ë”, correspondiente al sonido yo /ió/, en los textos donde aparece escrito como “e” (confundiéndose por lo tanto con la “e” o “ye” /ié/ cirílica convencional).
La mayoría de los diarios y editores rusos hacen uso (y abuso) del carácter o grafema “е” en todos los contextos, ya sea para referirse a la “е” (ye) propiamente dicha como a la “ё” (yo). De esa manera, asumen o dan por sentado que un lector ruso educado podrá distinguir sin problemas entre los dos distintos caracteres según la palabra de que se trate, no obstante ambos están escritos como una simple “е”. Desgraciadamente, lo mismo no vale para los extranjeros que estudian ruso, quienes si bien tienen la ventaja de que los libros de texto para el aprendizaje de ese idioma sí suelen incluir tal discriminación, se encuentran con el no muy agradable hecho de que en las publicaciones “reales” en dicha lengua eso no suele ser así.
Esto da como resultado un gran número de homógrafos (aunque no así de homófonos). Esto es justamente lo que el programa yoficator intenta solucionar, aunque sea parcialmente. El problema surge porque la pretendida distinción automatizada entre la “ye” (e) convencional y la “yo” (ë) puede volverse un proceso intrínsecamente complicado, ya que requiere un análisis profundo del contexto del escrito analizado (siendo por lo tanto una implícita complicación que comparte cierta analogía con lo que sucede con los aún más complejos programas de traducción entre dos o más idiomas). Por lo tanto, aún no existe un yoficator automatizado infalible que pueda aplicarse en todos los casos posibles.
Los yoficators disponibles hacen uso de bases de datos especialmente creadas con palabras rusas que efectivamente contienen la letra yo, y sólo reemplazan la “е” por “ё” en los casos en que no existe ambigüedad alguna (es decir, cuando no existe otra palabra candidata casi idéntica, pero escrita con la “e” cirílica convencional). Este proceso se conoce con la denominación de “yoficación rápida o incompleta”. No obstante, estos programas también permiten trabajar interactivamente, dejándole al usuario la elección en los casos dudosos como, por ejemplo, elegir entre все (transliterado como vse, “todos”) y всё (vsio, “todo”).
El término ruso yoficator también es usado para referirse a alguien que realiza la “yoficación” o, en un sentido más amplio del término, a quien defiende la distinción entre las letras "е" y "ё" mediante el agregado de la diéresis o crema a la segunda.